# Сцилард (лунный кратер)
Кратер Сцилард (лат. Szilard) — большой древний ударный кратер в северном полушарии обратной стороны Луны. Название присвоено в честь американского физика Лео Силарда (1898—1964) и утверждено Международным астрономическим союзом в 1970 г. Образование кратера относится к донектарскому периоду.

## Описание кратера

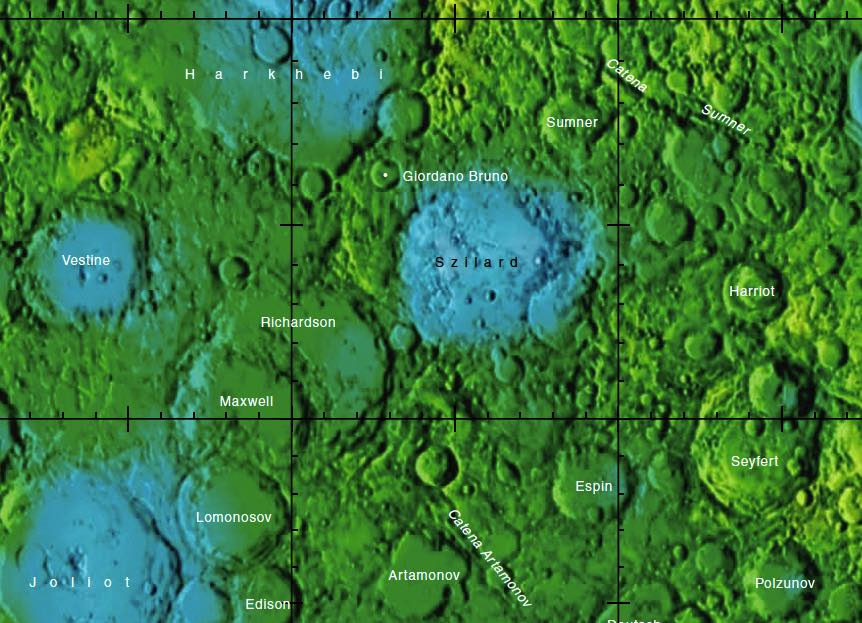
Окрестности кратера Сцилард. Фрагмент карты обратной стороны Луны.

Ближайшими соседями кратера являются кратер Джордано Бруно и, за ним, огромный кратер Харкеби на северо-западе; кратер Сомнер на северо-востоке; кратер Гарриот на востоке; кратер Сейферт на юго-востоке; кратер Эспин на юге-юго-востоке; кратер Артамонов на юге-юго-западе и кратер Ричардсон на юго-западе. На северо-востоке от кратера находится цепочка кратеров Сомнера; на юге - цепочка кратеров Артамонова. Селенографические координаты центра кратера 33°43′ с. ш. 105°47′ в. д. / 33,71° с. ш. 105,78° в. д., диаметр 127,2 км, глубина 2,9 км.
Кратер Сцилард имеет полигональную форму и значительно разрушен за длительное время своего существования. Вал сглажен и перекрыт множеством мелких кратеров, юго-восточная часть вала перекрыта сателлитным кратером Сцилард H. Дно чаши пересечено светлым лучом от кратера Джордано Бруно, несколько пересеченное в западной части и более ровное в восточной, отмечено несколькими маленькими чашеобразными кратерами.
До получения собственного наименования в 1970 г. кратер имел временное обозначение «Кратер 116».

## Сателлитные кратеры

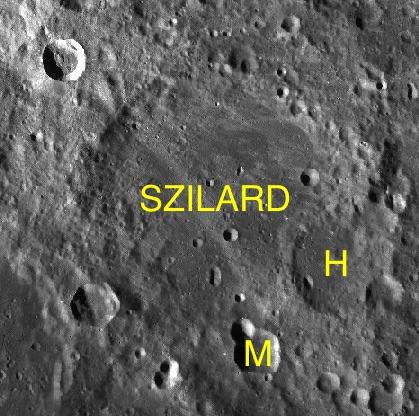
Снимок зонда Lunar Reconnaissance Orbiter.

| Сцилард | Координаты                                              | Диаметр, км |
| ------- | ------------------------------------------------------- | ----------- |
| H       | 32°39′ с. ш. 108°14′ в. д. / 32,65° с. ш. 108,23° в. д. | 49,3        |
| M       | 31°15′ с. ш. 106°43′ в. д. / 31,25° с. ш. 106,71° в. д. | 24,1        |